# 胡经甫
胡经甫（1896年11月21日—1972年2月1日），原名宗权、笔名胡烈，祖籍广东三水，出生于上海，中国昆虫学家（中国科学院首批学部委员），中国昆虫学的奠基人之一。由他编著的《中国昆虫名录》是中国昆虫学研究史上的重要著作，首次以现代生物科学分类学的理论对中国昆虫作了系统且全面的整理，记载了见于中国的昆虫25目，392科，4968属，共20069种及其有关文献资料。

## 生平
1911年，胡经甫以同等学力考入位于苏州的东吴大学附中3年级读书，之后于1913年直升入读东吴大学生物系。1917年，胡经甫获得学士学位后留校担任助教并继续攻读研究生，于1919年获得硕士学位，其硕士论文的题目是《苏州的水蚤》。之后胡经甫曾在上海圣约翰大学任讲师一职。1920年，通过了公费留美考试的胡经甫赴美国康奈尔大学念书，仅仅花了20个月就以《襀翅目形态解剖及生活史研究》一文获得了博士学位，并获得了该校自然科学SigmaXi金钥匙奖。1922年回国后，胡经甫先后任教于国立东南大学农学院、东吴大学生物系。1926年起直到1941年胡经甫一直担任燕京大学生物系教授。期间，他曾于1933年担任美国康奈尔大学研究生院昆虫系客座教授一年，并于1935年至1936年间出任中国动物学会会长。1941年他受聘美国明尼苏达大学客座教授，然而因太平洋战争爆发而滞留于菲律宾马尼拉，便于菲律宾大学医学院学医。1945年，胡经甫回国后完成了实习，获湘雅医学院毕业证书。中华人民共和国成立后，他于1951年出任军事医学科学院研究员，从事医学昆虫学的研究（曾两次受到嘉奖，并于1964年荣立三等功）。1954年，胡经甫受中国科学院邀请，出任《中国动物图谱》编辑委员会委员。1955年，胡经甫当选为中国科学院生物学地学部学部委员（院士）并被选为上海市政协第一届委员会委员。胡经甫在晚年为军内外培养了许多医学昆虫专业人才，其中多数已成为医学科研和卫生防疫骨干。特别是在他的极力倡导和直接指导下，为填补中国医学昆虫学中的空白作出了卓有成效的成绩。1972年，胡经甫因心脏病发作于北京逝世。

## 门下弟子
著名弟子：高尚荫，病毒学专家。